# Waldenburg (Szwajcaria)
Waldenburg (gsw.  Wolberg, Waldeburg) – gmina (niem. Einwohnergemeinde) w północnej Szwajcarii, w kantonie Bazylea-Okręg, siedziba administracyjna okręgu Waldenburg. 31 grudnia 2020 roku liczyła 1 133 mieszkańców. Przez teren gminy przebiega droga główna nr 12.   